# 2024학년도 대학수학능력시험
2024학년도 대학수학능력시험(2023년 수능)은 2023년 11월 16일 목요일에 시행된 수능시험이다.

## 일정
- 2023년 11월 15일 - 예비소집
- 2023년 11월 16일 - 시험일
- 2023년 12월 8일 - 성적 통지

## 기출문제
| 과목                | 문제 및 정답 | 비고 |
| ------------------- | ------------ | ---- |
| 국어 영역           |              |      |
| 수학 영역           |              |      |
| 영어 영역           |              |      |
| 한국사 영역         |              |      |
| 사회탐구 영역       |              |      |
| 과학탐구 영역       |              |      |
| 직업탐구 영역       |              |      |
| 제2외국어/한문 영역 |              |      |

## 같이 보기
- 대학수학능력시험
  - 연도별 대학수학능력시험